# Эйнгорн, Итамар
Итамар Эйнгорн (ивр. איתמר איינהורן‎, род. 20 сентября 1997, Модиин-Маккабим-Реут, Израиль) — израильский профессиональный шоссейный велогонщик, выступающий  за команду мирового тура «Israel Start-Up Nation».

## Достижения
2014
1-й  Чемпион Израиля — Индивидуальная гонка (юниоры)
3-й  Чемпионат Израиля — Групповая гонка (юниоры)
2017
2-й  Чемпионат Израиля — Групповая гонка